# Wang Shun
Wang Shun (en chino: 汪顺; Ningbo, 11 de febrero de 1994) es un deportista chino que compite en natación.
Participó en cuatro Juegos Olímpicos de Verano, entre los años 2012 y 2024, obteniendo tres medallas, oro en Tokio 2020, bronce en Río de Janeiro 2016 y bronce en París 2024, en la prueba de 200 m estilos.
Ganó cinco medallas en el Campeonato Mundial de Natación entre los años 2011 y 2025, y tres medallas en el Campeonato Mundial de Natación en Piscina Corta, en los años 2016 y 2018.

## Palmarés internacional
| Juegos Olímpicos                    | Juegos Olímpicos        | Juegos Olímpicos  | Juegos Olímpicos |
| Año                                 | Lugar                   | Medalla           | Prueba           |
| ----------------------------------- | ----------------------- | ----------------- | ---------------- |
| 2016                                | Río de Janeiro (Brasil) | Medalla de bronce | 200 m estilos    |
| 2020                                | Tokio (Japón)           | Medalla de oro    | 200 m estilos    |
| 2024                                | París (Francia)         | Medalla de bronce | 200 m estilos    |
| Campeonato Mundial                  |                         |                   |                  |
| Año                                 | Lugar                   | Medalla           | Prueba           |
| 2011                                | Shanghái (China)        | Medalla de bronce | 4 × 200 m libre  |
| 2013                                | Barcelona (España)      | Medalla de bronce | 4 × 200 m libre  |
| 2015                                | Kazán (Rusia)           | Medalla de bronce | 200 m estilos    |
| 2017                                | Budapest (Hungría)      | Medalla de bronce | 200 m estilos    |
| 2025                                | Singapur (Singapur)     | Medalla de plata  | 4 × 200 m libre  |
| Campeonato Mundial en Piscina Corta |                         |                   |                  |
| Año                                 | Lugar                   | Medalla           | Prueba           |
| 2016                                | Windsor (Canadá)        | Medalla de oro    | 200 m estilos    |
| 2018                                | Hangzhou (China)        | Medalla de oro    | 200 m estilos    |
| 2018                                | Hangzhou (China)        | Medalla de bronce | 4 × 200 m libre  |